# ベトナムのカトリック
ベトナムのカトリックでは、ベトナムにおけるローマ・カトリック教会について記述する。

## カトリック人口
現在では全人口の約6.87%がカトリックであるとされる。

## 歴史
17世紀になるとフランスから宣教師アレクサンドル・ドゥ・ロードが派遣され、6000人以上のベトナム人に洗礼を授けたと報告した。ちなみにドゥ・ロードはクオック・グーというベトナム語のアルファベット表記を発案し、現在でも使われている。19世紀になってフランスの支配が強まると、カトリック教会は全面的に擁護された。
20世紀後半になって冷戦が深刻になると、社会主義国の北部から逃れたカトリックは多数南ベトナムに移り住んだ。アメリカ合衆国は南部に資本主義陣営の国家としてベトナム共和国を設立し、初代大統領としてゴ・ディン・ジエムが就任した。ゴ・ディン・ジエム政権のもと、南ベトナムはカトリック中心主義を推し進めた。将校や官僚のトップはカトリック教徒が占め、カトリックは土地政策や税制で優遇を受けた。果ては、1959年にゴ・ディン・ジエムは南ベトナムを聖母マリアに捧げることを宣言した。公的な催しの日にはバチカンの旗が翻り、カトリック教会が国で最大の地主となる一方、人口の70%から90%を占める仏教徒は抑圧され、仏旗を掲げることすら禁じられた。
1963年5月には仏旗掲揚禁止に抗議する民衆が射殺されたことを期に「仏教徒危機」と呼ばれる騒乱が発生した。ゴ・ディン・ジエムは戒厳令を出し、仏教寺院を迫害した。抗議の焼身自殺を図った僧侶、ティック・クアン・ドック師の行動に対し、大統領の弟ゴ・ディン・ヌーの妻マダム・ヌーが「人間バーベキューだ」と発言し、ますます宗教間の対立を深めた。この混乱は同年11月に軍事クーデターが起きゴ・ディン・ジエムらが失脚し射殺されるまで続いた。
共産主義政権となった現在では、公式には宗教は否定されているが、それでも教会の活動は続けられている。2007年に教皇ベネディクト16世はベトナムの信徒に手紙を送り、励ました。

## 大司教区と司教区
ベトナムには27の教区（司教区）が置かれ、それぞれ司教が教区長を務める。このうちハノイ、フエ、サイゴンの3か所は大司教が教区長を務める大司教区となっており、同時に複数の教区を統括する教会管区となっている。司教座の置かれる教会は「司教座聖堂（カテドラル）」と呼ばれ、その所在する都市名が教区名となる。
各教区長を務める大司教や司教ならびに教区長を補佐する協働司教や補佐司教は、カトリック新教会法に基づいて組織されたベトナムカトリック司教協議会（ベトナム語：Hội đồng Giám mục Việt Nam）に所属している。
| 教会管区                 | 教区名               | 司教座聖堂 | 司教 | 管轄都道府県 | 小教区数 | 信徒数  |
| ------------------------ | -------------------- | --- | --- | --- | -------- | ------- |
| ハノイ教会管区           | ハノイ大司教区       | ハノイ大教会 | ヨセフ・ヴー・ヴァン・ティエン大司教 ・（名誉大司教: ヨセフ・ゴ・クアン・キエト） ・（名誉大司教: ペトロ・グエン・ヴァン・ノン枢機卿） ・（名誉司教: ラウレン・チュー・ヴァン・ミン） | ハノイの大部分、ハナム省、ホアビン省の一部分、フンイエン省の一部分、ナムディン省の北部（ナムディン市の大部分、イーイエン県、ヴバン県、ミーロック県） | 146      | 314,246 |
| ヴィン司教区             | サードアイ教会       | アルフォンソ・グエン・フー・ロン司教 ・（補佐司教：ペトロ・グエン・ヴァン・ヴィエン）                                          | ゲアン省 | 108 | 282,254  |         |
| タイビン司教区           | タイビン教会         | ドミニコ・ダン・ヴァン・カウ司教 ・（名誉司教: ペトロ・グエン・ヴァン・デ）                                                    | タイビン省、フンイエン省 | 108 | 133,156  |         |
| タインホア司教区         | タインホア教会       | ヨセフ・グエン・ドゥク・クオン司教                                                                                             | タインホア省 | 73 | 149,105  |         |
| ハイフォン司教区         | ハイフォン教会       | ビセンテ・グエン・ヴァン・バン司教                                                                                             | ハイフォン、クアンニン省、ハイズオン省 | 92 | 134,846  |         |
| ハティン司教区           | ヴァンハン教会       | ルイ・グエン・アイン・トアン司教 ・（名誉司教: パウロ・グエン・タイ・ホプ）                                                    | ハティン省、クアンビン省 | 96 | 241,112  |         |
| ファットズィエム司教区   | ファットズィエム教会 | ペトロ・キエウ・コン・トゥン司教 ・（名誉司教: ヨセフ・グエン・ヴァン・イエン）                                                | ニンビン省、ホアビン省の一部分 | 79 | 154,167  |         |
| フンホア司教区           | ソンロク教会         | ドミニコ・ホアン・ミン・ティエン司教 ・（名誉司教: 使徒ヨハネ・マリ・ヴー・タト）                                              | フート省、イエンバイ省、ラオカイ省、ホアビン省、ライチャウ省、 ディエンビエン省、ソンラ省、ハノイの西部、トゥエンクアン省の西部、ハザン省の西部                                       | 116 | 240,000  |         |
| バクニン司教区           | バクニン教会         | ヨセフ・ドー・クァン・カーン司教 ・（名誉司教: コスマ・ホアン・グエン・ダト）                                                  | バクニン省、バクザン省、タイグエン省、ヴィンフック省、ハノイの北部、 トゥエンクアン省の東部、ハイズオン省の一部分、ランソン省のヒュールン県                                           | 77 | 139,148  |         |
| ブイチュー司教区         | ブイチュー教会       | トマス・アクィナス・ヴー・ディン・ヒエウ司教                                                                                   | ナムディン省の大部分 | 159 | 412,539  |         |
| ランソンとカオバン司教区 | ランソン教会         | ヨセフ・チャウ・ゴク・チ司教                                                                                                   | ランソン省、カオバン省、ハザン省の東部 | 22 | 6,227    |         |
| フエ教会管区             | フエ大司教区         | フーカム教会 | ヨセフ・グエン・チ・リン大司教 ・（協働大司教: ヨセフ・ダン・ドゥク・ガン） ・（名誉大司教: ステファノ・グエン・ヌ・テー） ・（名誉大司教: フランシスコ・ザビエル・レ・ヴァン・ホン） | トゥアティエン＝フエ省、クアンチ省 | 87       | 72,210  |
| クイニョン司教区         | クイニョン教会       | マタイ・グエン・ヴァン・コイ司教 ・（名誉司教: ペトロ・グエン・ソアン）                                                        | クアンガイ省、ビンディン省、フーイエン省 | 56 | 73,212   |         |
| コントゥム司教区         | コントゥム木の教会   | アロイシウス・グエン・フン・ヴィ司教 ・（名誉司教: ミカエル・ホアン・ドゥク・オアン）                                          | コントゥム省、ザライ省 | 88 | 342,281  |         |
| ダナン司教区             | ダナン教会           | （司教:空位） （教区管理者: ヨセフ・ダン・ドゥク・ガン大司教） ・（名誉司教: パウロ・ティン・グエン・ビン・ティン）            | ダナン、クアンナム省 | 50 | 72,495   |         |
| ニャチャン司教区         | ニャチャン教会       | ヨセフ・フィン・ヴァン・シー司教 ・（名誉司教: ヨセフ・ヴォ・ドゥク・ミン）                                                    | カインホア省、ニントゥアン省 | 110 | 220,000  |         |
| バンメトート司教区       | バンメトート教会     | （司教:空位） （教区管理者: ビセンテ・グエン・ヴァン・バン）                                                                   | ダクラク省、ダクノン省、ビンフオック省の大部分 | 106 | 440,942  |         |
| サイゴン教会管区         | ホーチミン市大司教区 | サイゴン大教会 | ヨセフ・グエン・ナン大司教 ・（補佐司教：ヨセフ・ブイ・コン・トラック） ・（名誉大司教: 洗礼者ヨハネ・ファム・ミン・マン枢機卿）                                                      | ホーチミン市 | 203      | 688,710 |
| ヴィンロン司教区         | ヴィンロン教会       | ペトロ・フイン・ヴァン・ハイ司教                                                                                               | ヴィンロン省、ベンチェ省、チャーヴィン省、ドンタップ省の南部 | 211 | 209,271  |         |
| カントー司教区           | カントー教会         | ステファノ・チ・ブー・ティエン司教 ・（協働司教: ペトロ・レ・タン・ロイ）                                                      | カントーの大部分、ハウザン省、ソクチャン省、バクリエウ省、カマウ省 | 139 | 191,462  |         |
| ソアンロク司教区         | ソアンロク教会       | 使徒ヨハネ・ドー・ヴァン・ガン司教 ・（名誉司教: ドミニコ・グエン・チュー・チン） ・（名誉司教: ヨセフ・ディン・ドゥク・ダオ） | ドンナイ省、ビンズオン省のズィーアン市 | 248 | 961,186  |         |
| ダラット司教区           | ダラット教会         | ドミニコ・グエン・ヴァン・マン司教 ・（名誉司教: アントニオ・ヴー・フイ・チュオン）                                            | ラムドン省 | 105 | 378,367  |         |
| ファンティエット司教区   | ファンティエット教会 | ヨセフ・ドー・マン・フン司教                                                                                                   | ビントゥアン省 | 95 | 185,843  |         |
| フークオン司教区         | フークオン教会       | ヨセフ・グエン・タン・テュオク司教 ・（名誉司教: ペトロ・チャン・ディン・テュー）                                              | ビンズオン省の大部分、タイニン省、ビンフオック省の西部、ホーチミン市のクチ県 | 105 | 157,008  |         |
| バリア司教区             | バリア教会           | エンマヌエル・グエン・ホン・ソン司教 ・（名誉司教: トマス・グエン・ヴァン・チャム）                                            | バリア＝ブンタウ省 | 74 | 268,371  |         |
| ミトー司教区             | ミトー教会           | ペトロ・グエン・ヴァン・カム司教                                                                                               | ロンアン省、ティエンザン省、ドンタップ省の北部 | 94 | 137,260  |         |
| ロンスイン司教区         | ロンスイン教会       | ヨセフ・チャン・ヴァン・トアン司教 ・（名誉司教: 洗礼者ヨハネ・ブイ・トアン） ・（名誉司教: ヨセフ・チャン・ソアン・ティエウ） | アンザン省、キエンザン省、カントーの北部 | 186 | 233,742  |         |

## 著名なカトリック信徒
- ナム・フォン　バオ・ダイ皇帝の皇后
- ゴ・ディン・ジエム　ベトナム共和国初代大統領
- ゴ・ディン・ヌー　ゴ・ディン・ジエムの弟
- マダム・ヌー　ゴ・ディン・ヌーの妻
- バオ・ロン　バオ・ダイ皇帝の皇太子。フランス留学時代に洗礼を受けた。